# Capito squamatus
Capito squamatus е вид птица от семейство Capitonidae. Видът е почти застрашен от изчезване.

## Разпространение
Видът е разпространен в Еквадор и Колумбия.